# Національний рух за стабільність і піднесення

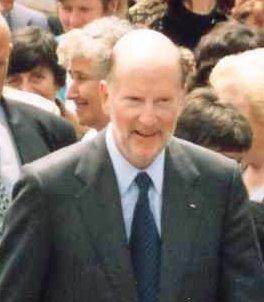
Цар Симеон II

Національний рух за стабільність і піднесення (болг. Национално движение за стабилност и възход), до 2007 — Національний рух «Симеон Другий» (болг. Национално движение Симеон Втори) — ліберальна політична партія в Болгарії (абревіатури попередньої та нової назв партії збігаються: болг. НДСВ).
Партію засновано навесні 2001 року, але офіційну реєстрацію вона отримала тільки за рік. Лідером партії з моменту заснування є колишній (останній) цар і колишній прем'єр-міністр Болгарії Симеон II (Симеон Борисов Сакскобургготський).
Невдовзі після заснування партії Коаліція «Національний рух Симеон Другий»(Партія болгарських жінок та коаліція за національне відродження) виграла загальні парламентські вибори 2001 року (42,74 % голосів, 120 місць із 240) та сформувала уряд спільно з ліберальною партією Рух за права і свободи (РПС). Уряд протримався повний термін до 2005 року. За часів його правління — з 1 квітня 2004 року, Болгарія стала членом НАТО. Незадовго до завершення мандату від НРСД відкололась група молодих депутатів і заснувала партію «Новий час», яка стала партнером в уряді.
На загальних парламентських виборах 2005 року партія набрала 21,83 % голосів та зайняла 53 із 240 місць в парламенті країни й разом з Болгарською соціалістичною партією та РПС сформувала новий уряд країни. Болгарія стала членом Євросоюзу з 1 січня 2007 року, а Меглена Кунєва з НРСД стала першим болгарським єврокомісаром. 2007 року відкололась третина парламентської групи, яка започаткувала свою партію «Болгарська нова демократія», перейшовши в опозицію до НРСД.
На виборах до Європарламенту 2007 року партія набрала 6,27 % голосів та завоювала 1 мандат. Депутатом стала Біляна Раєва. На виборах до Європарламенту 2009 року партія набрала 7,96 % голосів та здобула 2 мандати. Депутатами стали Меглена Кунєва й Антонія Пирванова.
На загальних парламентських виборах 2009 року партія набрала тільки 3,01 % голосів виборців та не змогла провести жодного депутата в парламент. Цей катастрофічний для партії результат практично завершив політичну кар'єру Симеона Сакскобургготського. Невдовзі після оголошення результатів виборів він оприлюднив рішення про відставку з посади лідера руху, яку було узгоджено на з'їзді восени 2009 року.